# Представництво МОМ в Україні
Представництво Міжнародної організації з міграції в Україні (МОМ) — офіційне представництво Міжнародної організації з міграції (МОМ), Агентства ООН з питань міграції в Україні, розташоване в столиці — місті Києві.

## Історія
Представництво Міжнародної організації з міграції почало працювати в Києві 1996 року, коли Україна отримала статус країни-спостерігача МОМ.
1998 року розпочала свою роботу Програма протидії торгівлі людьми МОМ в Україні.
2001 року Україна звернулась із запитом про надання їй статусу країни-члена МОМ, і 2002 року Верховна Рада ратифікувала угоду про членство України у цій організації.

## Діяльність в Україні
Міжнародна організація з міграції (МОМ) є Агентством ООН із питань міграції та провідною міжурядовою організацією в цій сфері. МОМ тісно співпрацює з урядом України та іншими партнерами – громадянським суспільством, науковими установами, приватним сектором, асоціаціями мігрантів та діаспори, агентствами ООН тощо – задля підтримки гуманної, безпечної та впорядкованої міграції для блага мігрантів та суспільства. МОМ надає політичні рекомендації та підтримку уряду для розбудови управління міграцією в Україні, водночас надаючи безпосередні послуги мігрантам та громадам.
За 25 років в Україні МОМ надала допомогу [Архівовано 28 січня 2022 у Wayback Machine.] понад 800 тис. людей, включно з потенційними мігрантами, людьми, що повернулися, постраждалими від торгівлі людьми та мігрантами в інших уразливих ситуаціях, учасниками програм переселення, внутрішньо переміщеними особами тощо, безпосередньо та через місцевих партнерів. 
МОМ постійно допомагає трансформувати практичний досвід у міграційну політику задля ефективного реагування на мінливу динаміку мобільності та міграції, а також для врахування зв’язку між гуманітарними зусиллями та заходами з розвитку. У своїй роботі МОМ керується Порядком денним сталого розвитку 2030, Глобальним договором про безпечну, впорядковану та врегульовану міграцію [Архівовано 1 листопада 2018 у Wayback Machine.] та національними пріоритетами України.

### Пріоритети Представництва МОМ в Україні
- Захист мігрантів та допомога їм
- Управління міграцією та кордонами
- Міграція та розвиток
- Міграція, довкілля та зміна клімату
- Медичні послуги, пов’язані з міграцією, та подорожня допомога
- Відповідь на надзвичайні ситуації, перехід та відновлення